# Hefestió (escultor)
Hefestió (en llatí Hephaestion, en grec antic Ἡφαιστίων), fou un escultor grec fill de Miró, però del que no se sap si era fill del gran escultor Miró o d'una persona del mateix nom. Va realitzar diverses obres escultòriques i el seu nom es conserva en una inscripció.